# Carex cusickii
Carex cusickii Mack. ex Piper & Beattie es una especie de planta herbácea de la familia de las ciperáceas.

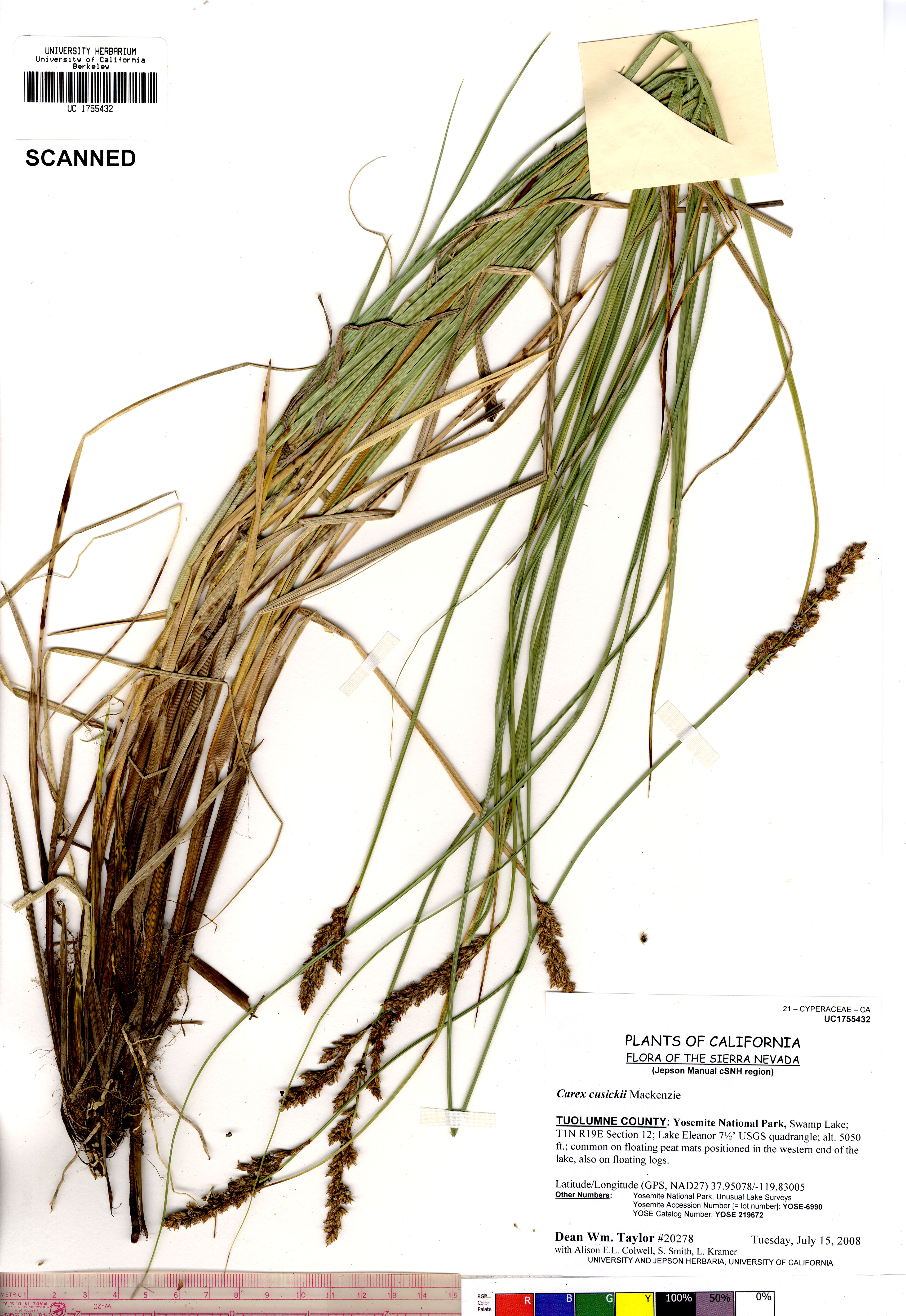
Vista de la planta

## Distribución y Hábitat
Es nativa de América del Norte occidental desde Columbia Británica a California y Utah, donde se pueden encontrar en varios tipos de hábitats húmedos, tales como marismas, praderas de montaña, y las zanjas. Es más común en la Cordillera de las Cascadas y las zonas del oeste.

## Descripción
Esta especie produce mazos de tallos de hasta 1,3 metros de altura. A veces es dioico, con flores masculinas y femeninas que aparecen en diferentes individuos. El tiempo hace que las vainas queden salpicadas con el color rojo y el filo en la parte superior con el color cobre. La inflorescencia está a menudo separadas en distintos ramos de espiguillas.

## Taxonomía
Carex cusickii fue descrita por Mack. ex Piper & Beattie y publicado en Flora of the Northwest Coast, ... 72. 1915.
Etimología
Ver: Carex
Sinonimia
- Carex obovoidea Cronquist[2][3][4]